# Nuoto ai Giochi della XXXI Olimpiade - 200 metri farfalla maschili
La gara dei 200 metri farfalla maschile dei Giochi della XXXI Olimpiade si è svolto l'8 e 9 agosto 2016 presso l'Estádio Aquático Olímpico.

## Record
Prima della competizione, i record olimpici e mondiali erano i seguenti:
| Record mondiale | 1'51"51 | Michael Phelps Stati Uniti | 29 luglio 2009 Roma, Italia  |
| Record olimpico | 1'52"03 | Michael Phelps Stati Uniti | 13 agosto 2008 Pechino, Cina |

## Risultati

### Batterie
| Posizione | Batteria | Corsia | Nome                   | Nazionalità   | Tempo   | Note |
| --------- | -------- | ------ | ---------------------- | ------------- | ------- | ---- |
| 1         | 3        | 3      | Tamás Kenderesi        | Ungheria      | 1:54.73 | Q    |
| 2         | 4        | 4      | László Cseh            | Ungheria      | 1:55.14 | Q    |
| 3         | 2        | 4      | Chad le Clos           | Sudafrica     | 1:55.57 | Q    |
| 4         | 3        | 2      | Grant Irvine           | Australia     | 1:55.64 | Q    |
| 5         | 3        | 4      | Michael Phelps         | Stati Uniti   | 1:55.73 | Q    |
| 6         | 2        | 5      | Masato Sakai           | Giappone      | 1:55.76 | Q    |
| 7         | 4        | 3      | Viktor Bromer          | Danimarca     | 1:55.77 | Q    |
| 8         | 3        | 5      | Daiya Seto             | Giappone      | 1:55.79 | Q    |
| 9         | 4        | 6      | Leonardo de Deus       | Brasile       | 1:55.98 | Q    |
| 10        | 2        | 7      | Quah Zheng Wen         | Singapore     | 1:56.01 | Q    |
| 11        | 2        | 3      | Evgeny Koptelov        | Russia        | 1:56.13 | Q    |
| 12        | 4        | 7      | Kaio de Almeida        | Brasile       | 1:56.45 | Q    |
| 13        | 1        | 4      | Simon Sjödin           | Svezia        | 1:56.46 | Q    |
| 14        | 3        | 6      | Louis Croenen          | Belgio        | 1:56.48 | Q    |
| 15        | 4        | 8      | Jonathan Gómez         | Colombia      | 1:56.65 | Q    |
| 16        | 2        | 6      | Li Zhuhao              | Cina          | 1:56.72 | Q    |
| 17        | 4        | 5      | Jan Świtkowski         | Polonia       | 1:56.73 |      |
| 18        | 3        | 7      | Stefanos Dimitriadis   | Grecia        | 1:56.76 |      |
| 19        | 4        | 2      | David Morgan           | Australia     | 1:56.81 |      |
| 20        | 1        | 2      | Tom Shields            | Stati Uniti   | 1:56.93 |      |
| 21        | 3        | 1      | Carlos Peralta Gallego | Spagna        | 1:56.98 |      |
| 22        | 1        | 5      | Robert Žbogar          | Slovenia      | 1:57.05 |      |
| 23        | 4        | 1      | Sebastien Rousseau     | Sudafrica     | 1:57.33 |      |
| 24        | 2        | 8      | Daniil Pakhomov        | Russia        | 1:57.36 |      |
| 25        | 2        | 1      | Jordan Coelho          | Francia       | 1:58.62 |      |
| 26        | 1        | 6      | Gal Nevo               | Israele       | 1:58.64 |      |
| 27        | 3        | 8      | Wu Yuhang              | Cina          | 1:59.04 |      |
| 28        | 1        | 3      | Sajan Prakash          | India         | 1:59.37 |      |
| 29        | 1        | 2      | Bradlee Ashby          | Nuova Zelanda | 2:01.22 |      |

### Semifinali
| Posizione | Semifinale | Corsia | Nome             | Nazionalità | Tempo   | Note |
| --------- | ---------- | ------ | ---------------- | ----------- | ------- | ---- |
| 1         | 2          | 4      | Tamás Kenderesi  | Ungheria    | 1:53.96 | Q    |
| 2         | 2          | 3      | Michael Phelps   | Stati Uniti | 1:54.12 | Q    |
| 3         | 1          | 4      | László Cseh      | Ungheria    | 1:55.18 | Q    |
| 4         | 2          | 5      | Chad le Clos     | Sudafrica   | 1:55.19 | Q    |
| 5         | 1          | 6      | Daiya Seto       | Giappone    | 1:55.28 | Q    |
| 6         | 1          | 3      | Masato Sakai     | Giappone    | 1:55.32 | Q    |
| 7         | 2          | 6      | Viktor Bromer    | Danimarca   | 1:55.59 | Q    |
| 8         | 1          | 1      | Louis Croenen    | Belgio      | 1:56.03 | Q    |
| 9         | 1          | 5      | Grant Irvine     | Australia   | 1:56.07 |      |
| 10        | 1          | 2      | Quah Zheng Wen   | Singapore   | 1:56.11 |      |
| 11        | 2          | 7      | Evgeny Koptelov  | Russia      | 1:56.46 |      |
| 12        | 2          | 1      | Simon Sjödin     | Svezia      | 1:56.71 |      |
| 13        | 2          | 2      | Leonardo de Deus | Brasile     | 1:56.77 |      |
| 14        | 1          | 7      | Kaio de Almeida  | Brasile     | 1:57.45 |      |
| 15        | 2          | 8      | Jonathan Gómez   | Colombia    | 1:57.47 |      |
| 16        | 1          | 8      | Li Zhuhao        | Cina        | 1:57.62 |      |

#### Finale
| Posizione | Corsia | Nome            | Nazionalità | Tempo   | Note |
| --------- | ------ | --------------- | ----------- | ------- | ---- |
| Oro       | 5      | Michael Phelps  | Stati Uniti | 1:53.36 |      |
| Argento   | 7      | Masato Sakai    | Giappone    | 1:53.40 |      |
| Bronzo    | 4      | Tamás Kenderesi | Ungheria    | 1:53.62 |      |
| 4         | 6      | Chad le Clos    | Sudafrica   | 1:54.06 |      |
| 5         | 2      | Daiya Seto      | Giappone    | 1:54.82 |      |
| 6         | 1      | Viktor Bromer   | Danimarca   | 1:55.64 |      |
| 7         | 3      | László Cseh     | Ungheria    | 1:56.24 |      |
| 8         | 8      | Louis Croenen   | Belgio      | 1:57.04 |      |